# Leucania lineatipes
Leucania lineatipes là một loài bướm đêm trong họ Noctuidae.